# Церковь Пресвятого Имени Марии на Форуме Траяна
Церковь Пресвятого Имени Марии на Форуме Траяна (итал. La chiesa Santissimo Nome di Maria al Foro Traiano; лат. Sanctissimi Nominis Mariae ad forum Traiani) — римско-католическая титулярная церковь в центре Рима, Италия. Находится недалеко от Форума Траяна, в районе Рима Треви. Эту церковь не следует путать с церковью Пресвятого Имени Марии на Виа Латина на юго-востоке Рима.
Церковь из светлого мрамора расположена перед колонной Траяна, и симметрично относительно похожей по архитектуре церкви Санта-Мария-ди-Лорето (Святой Девы Марии Лоретанской). Церкви-близнецы создают выразительный ансамбль в центральной части города.

## История
Праздник Святого Имени Марии был учреждён папой Иннокентием XI и императором Священной Римской империи Леопольдом I. Позднее оно было повышено до статуса Архибратства. Каждый год вплоть до 1870 года члены ордена совершали процессию в праздник Святого Имени Марии в церковь Санта-Мария-делла-Виттория, останавливаясь в Квиринальском дворце для получения благословения папы.
В 1694 году братство переехало в церковь Сан-Бернардо у Колонны Траяна, но в следующем году, приобрело прилегающий участок и заказало строительство собственной церкви французскому архитектору Антуану Деризе, осуществившему проект в 1736—1738 годах. В 1748 году церковь Сан-Бернардо была снесена, но в 1741 году икона Девы Марии была перенесена в новую церковь. Икона, ещё ранее находившаяся в Святилище Латеранского дворца, была подарена церкви Сан-Бернардо в XV веке папой Евгением IV. Раз в год священный образ торжественно переносили от церкви Сан-Бернардо до его нынешнего места над главным алтарём церкви Сантиссимо-Номе-ди-Мария.
Во время нацистских преследований некоторые евреи нашли убежище в подвале церкви. Кроме того, церковь находится под защитой дома Габсбургов, а после падения Австро-Венгерской империи — под защитой австрийской нации. В 1969 году папа Павел VI сделал церковь титулярной.

## Архитектура
Нижняя часть церкви оформлена полуколоннами и пилястрами коринфского ордера. На балюстраде находятся статуи евангелистов и пророков. В 2020 году главный вход был оформлен витражной дверью.
В плане церковь имеет эллиптическую форму. Интерьер храма оформляли Мауро Фонтана и Агостино Мазуччи. Медальоны купола расписаны фресками «Истории из жизни Марии». Над главным алтарём находится древний образ Богоматери с Младенцем, написанный на дереве и датируемый XII веком. На боковых пилястрах главного алтаря изображены два двуглавых орла с тройными коронами в память об особой защите, которую император Леопольд I хотел предоставить для себя и своих наследников. Внутри храма также имеется семь небольших капелл, украшенных полихромным мрамором.

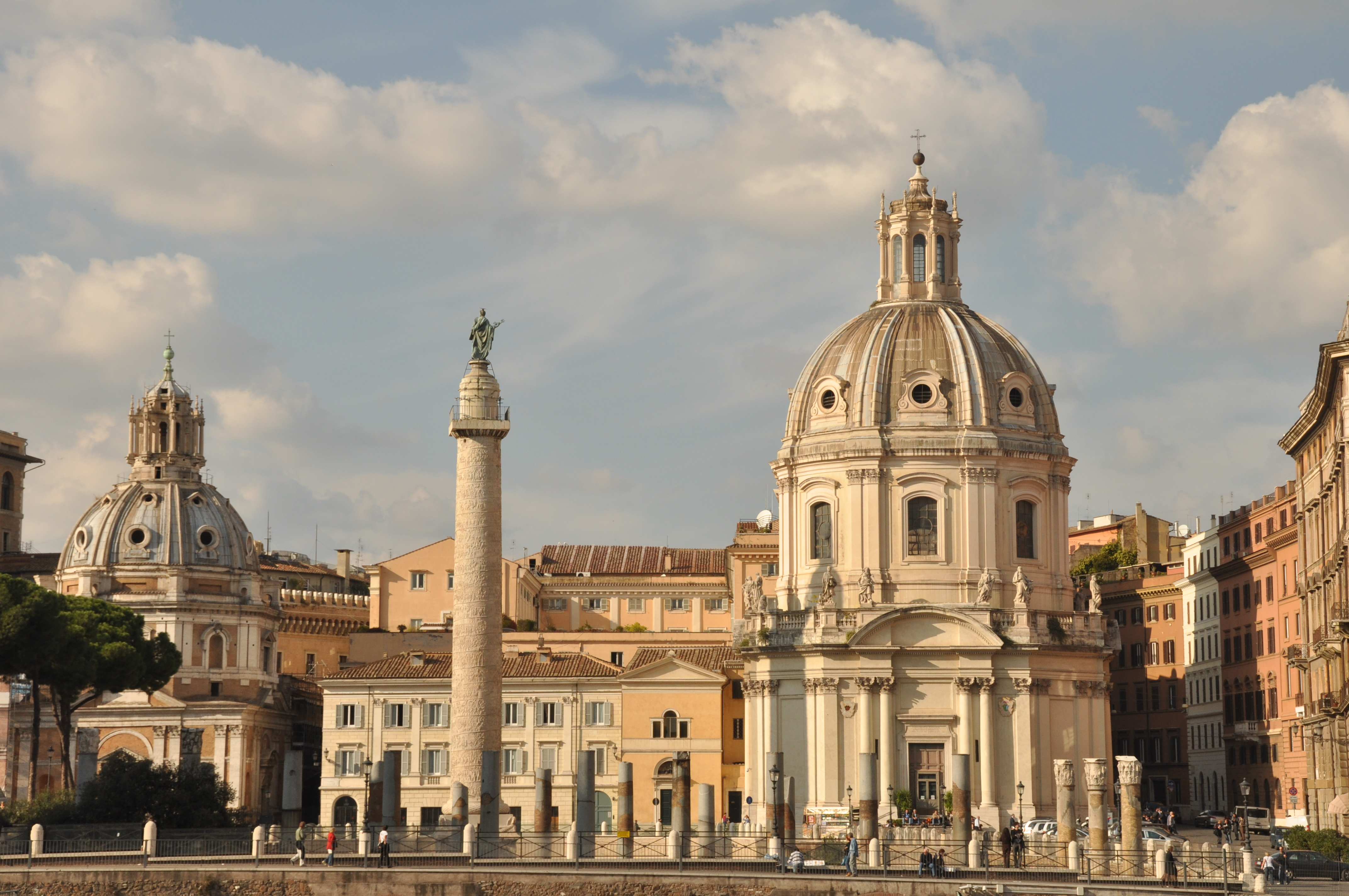
Две церкви у Форума Траяна
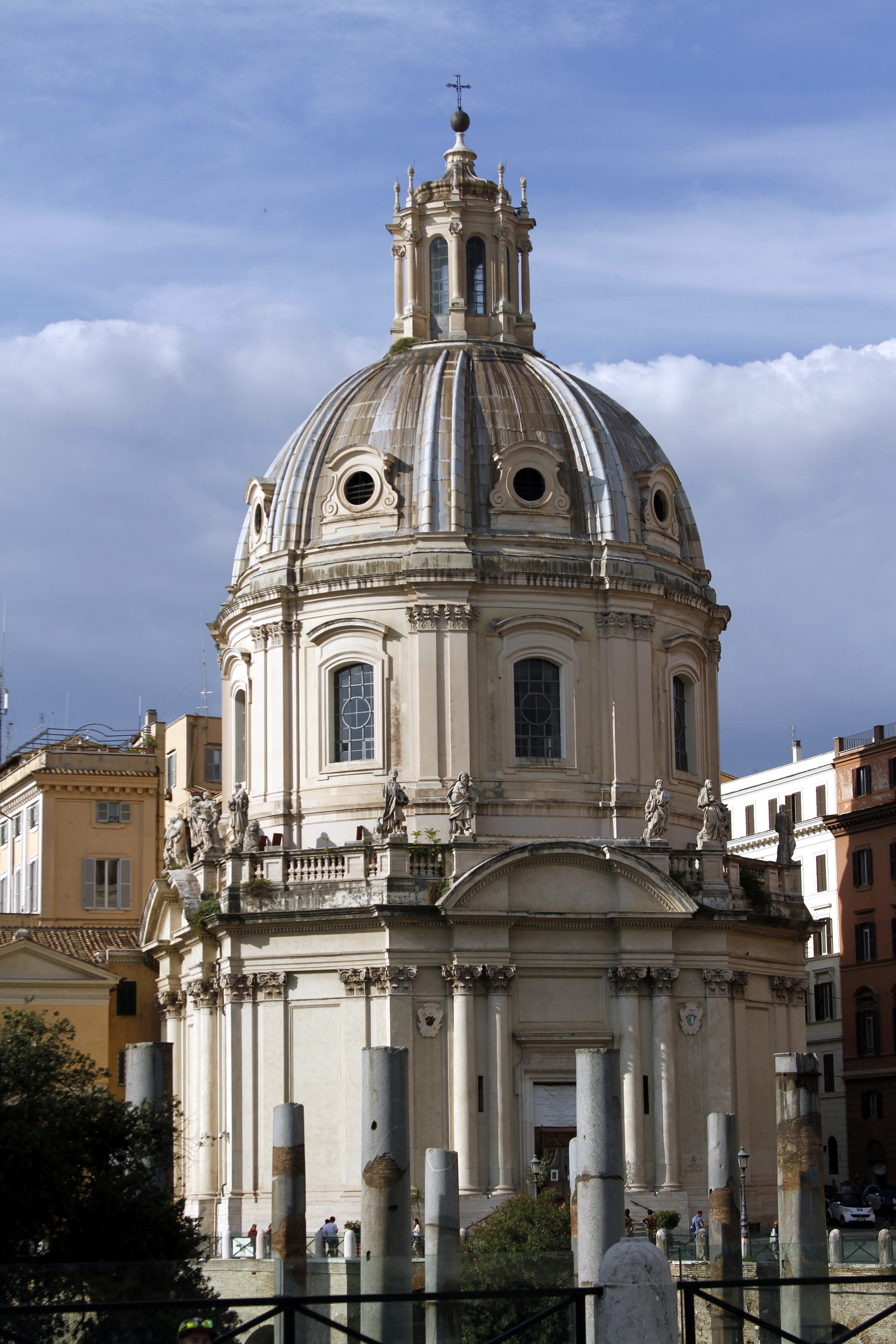
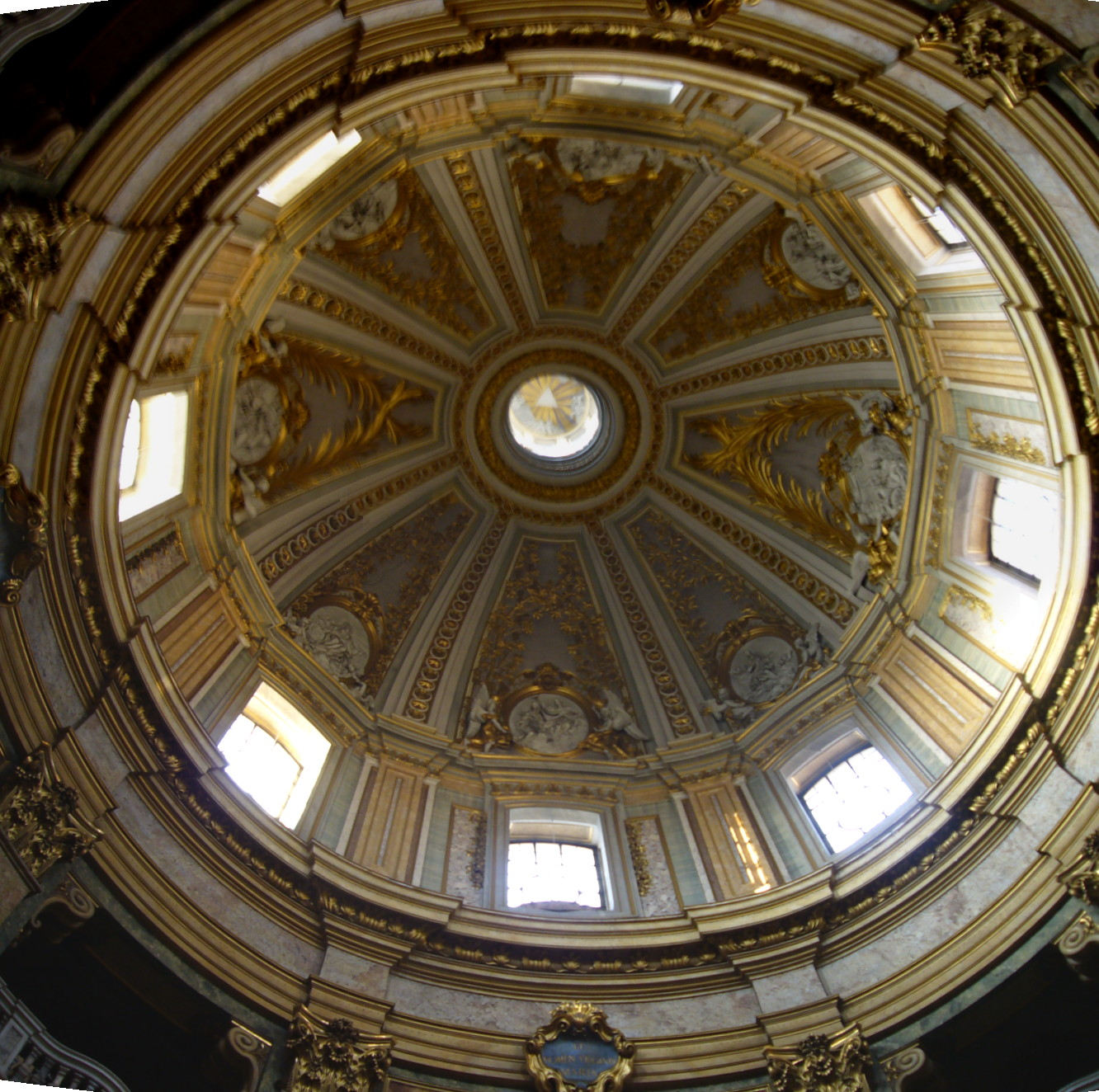
Купол
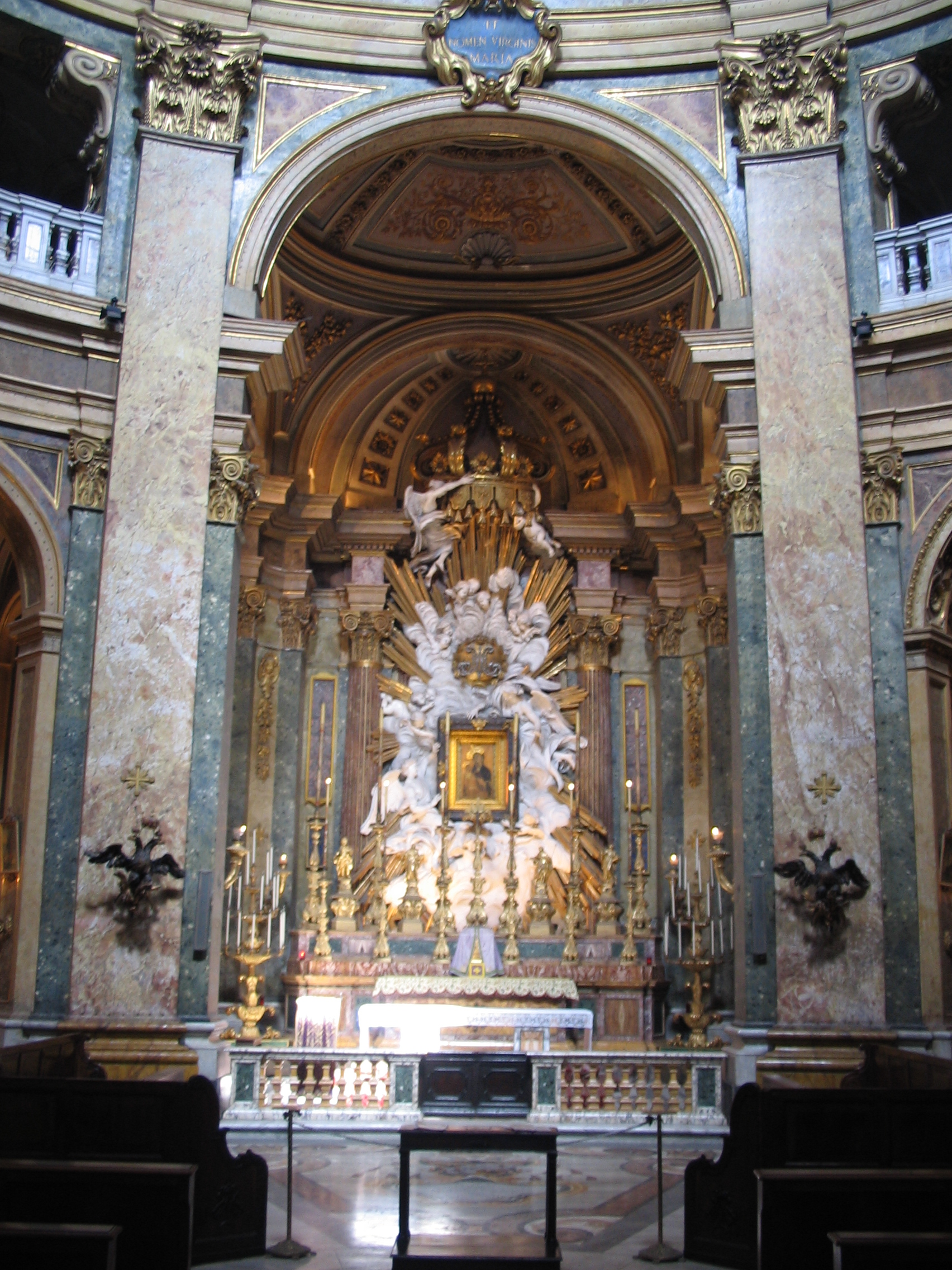
Алтарь
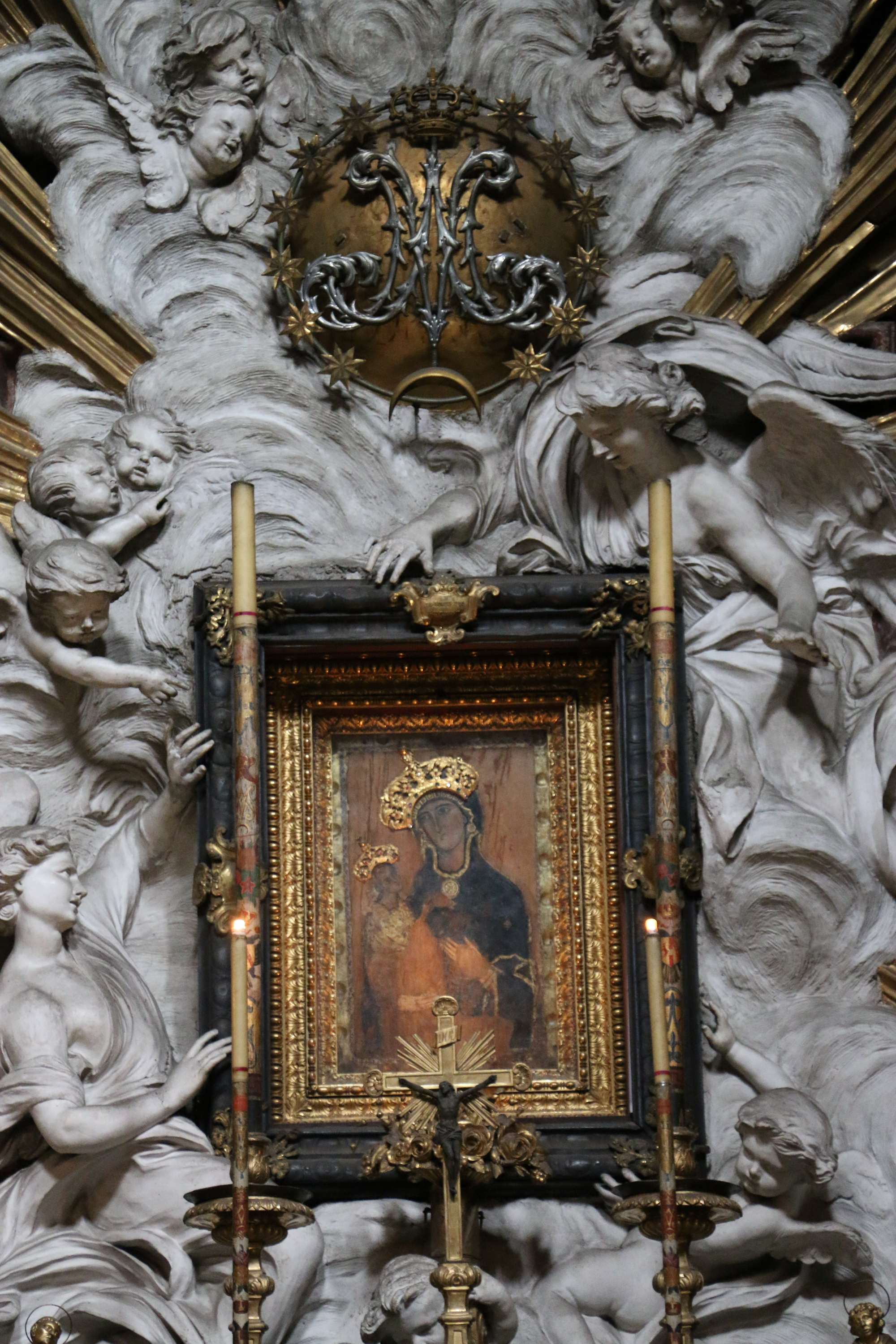
Икона главного алтаря
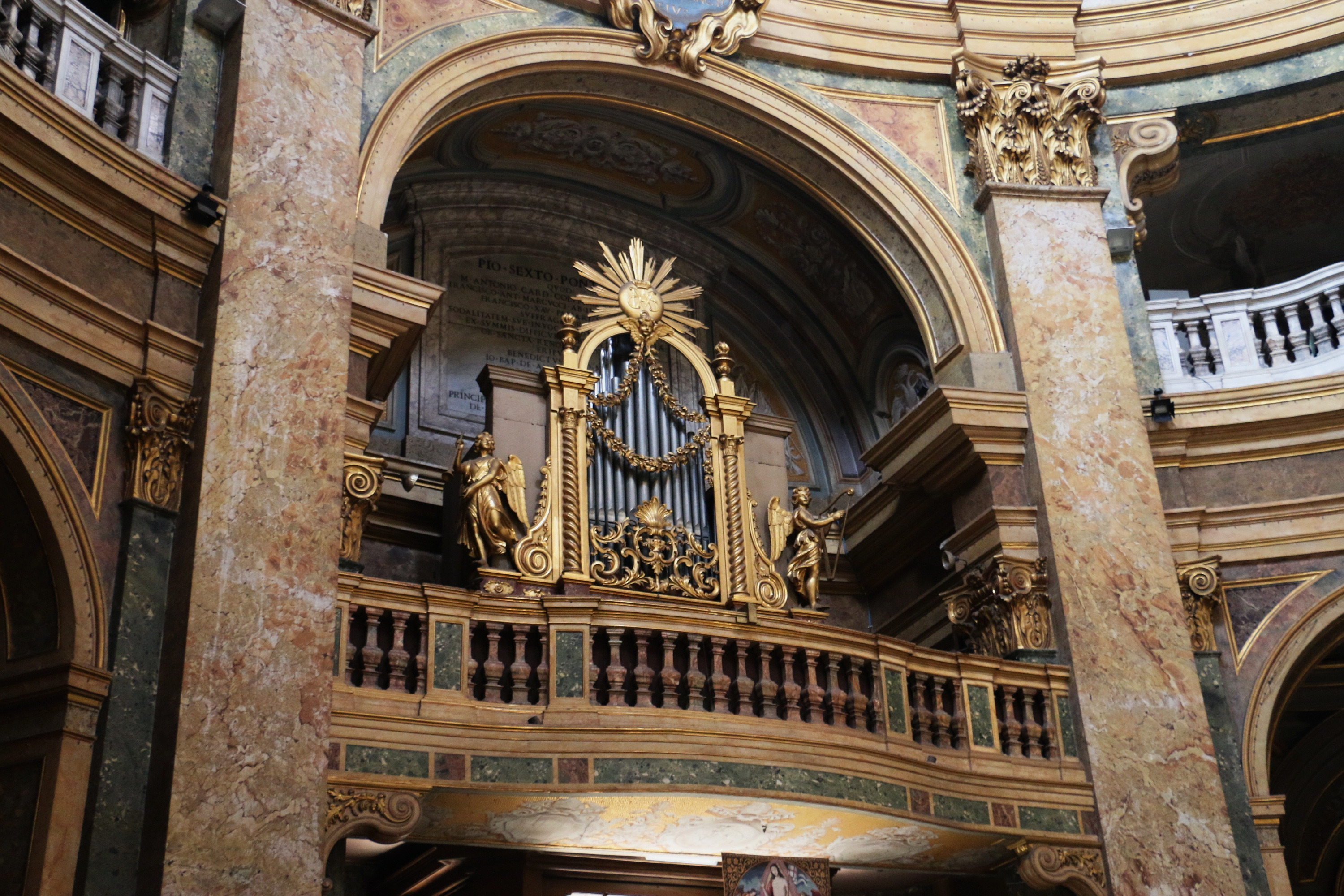
Орган